# يكة رفيعة
يكة رفيعة (الاسم العلمي:Yucca angustissima) هي نوع من النباتات تتبع جنس اليكة من الفصيلة الهليونية.